# بازسازی سبکی

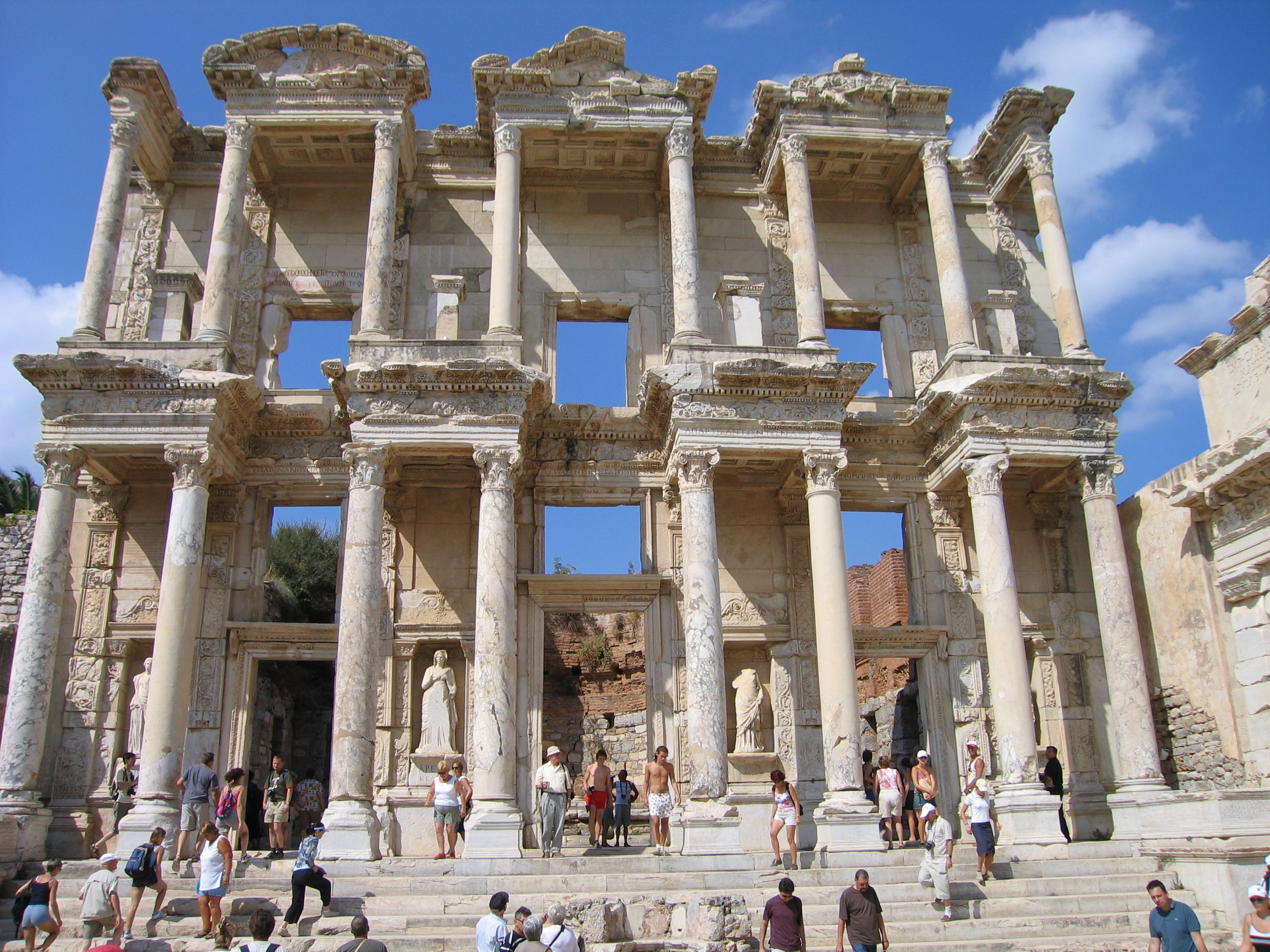
کتابخانه سلسوس در افسس (ترکیه), مابین سال‌های ۱۹۷۰–۱۹۷۸ بازسازی سبکی شده است.

Anastylosis (از یونان باستان: [αναστήλωσις, -εως] Error: {{Lang}}: متن دارای نشانه‌گذاری ایتالیک است (راهنما); [ανα, ana] Error: {{Lang}}: متن دارای نشانه‌گذاری ایتالیک است (راهنما) = "دوباره" و [στηλόω] Error: {{Lang}}: متن دارای نشانه‌گذاری ایتالیک است (راهنما) = "برپاکردن (ساختمان)") اصطلاحی در باستان‌شناسی به معنای به کارگیری حداکثری عناصراصلی بازمانده از ساختمان در بازسازی ساختمان‌های مخروبه یا بناهای تاریخی می‌باشد. آناستیلوزی گاهی به معنای به کارگیری روشی مشابه روش ساخت اشیاء سفالی یا سایر اجسام کوچک در ترمیم آنها می‌باشد.